# 曾炯
曾炯(1898年4月2日—1940年10月1日)，字炯之，谱名祥江，江西南昌人，数学家。他是中国最早从事抽象代数研究的学者，在有关函数域上代数的领域获得重要成果。

## 生平
曾炯年少时入私塾读书，后考入江西省立第一师范学校，1922年入武昌高等师范学校就读，受业于陈建功门下，毕业后到中学执教两年。1928年考取江西省庚子赔款欧美公费留学，赴德国柏林大学数学系学习，翌年春转入德国格丁根大学，师从著名的女数学家、抽象代数（亦称近世代数）的奠基人埃米·诺特（Emmy Noether），攻读抽象代数。1934年获博士学位。1935年7月回国，前后任教于浙江大学、北洋大学、西北联合大学，参与创立国立西康技艺专科学校。1940年10月1日（有文獻錯誤記為11月）因病去世，享年42岁。11月18日學校為他舉行追悼大會。

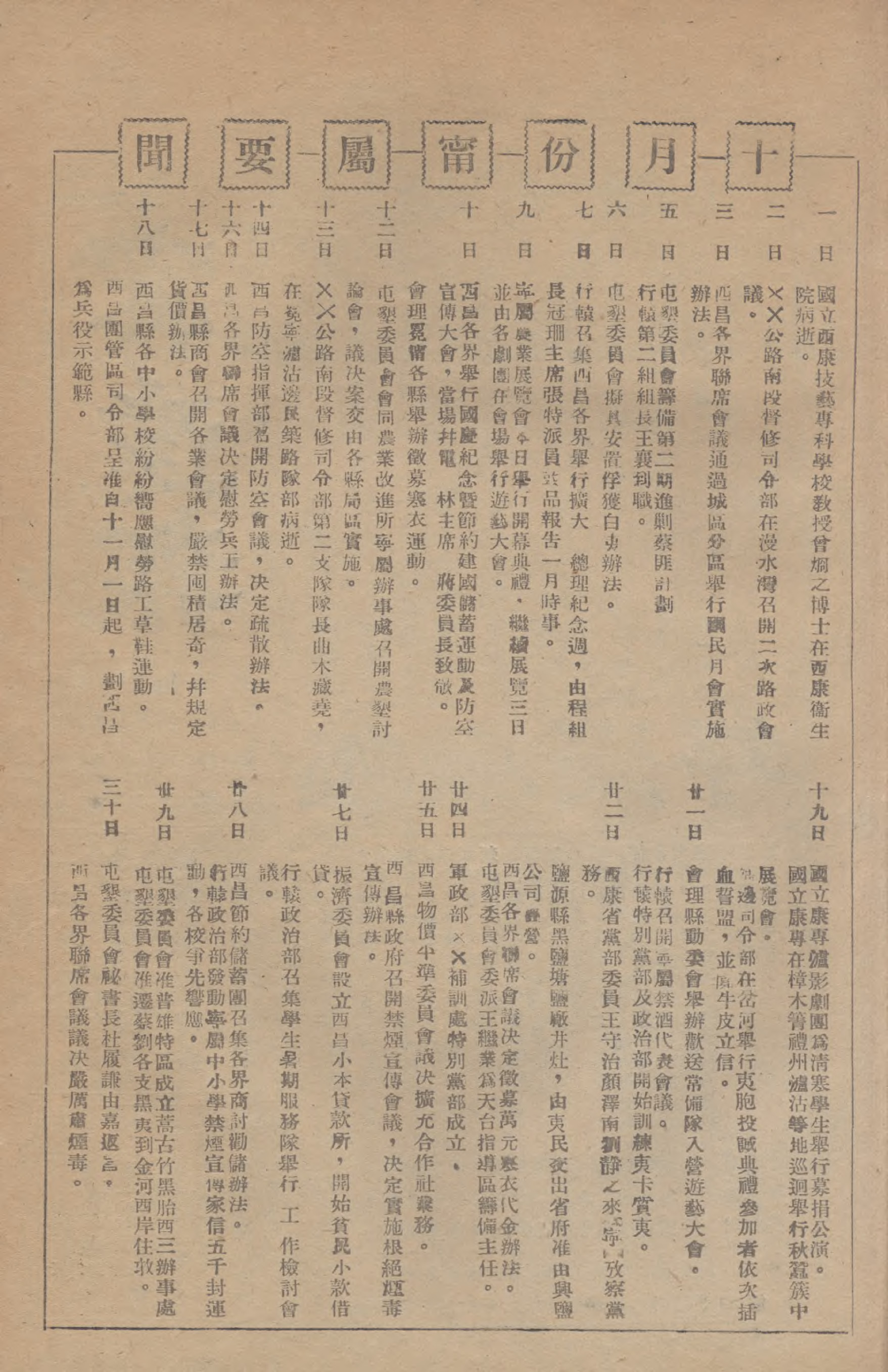
《新寧遠月刊》報道曾烱之的死訊

## 成就
英年早逝的他一生只发表了三篇学术论文，其在第一篇论文中证明：“设Ω为代数闭域，Ω（ｘ）表示Ω上关于未定元ｘ的有理函数域，Ｋ为Ω（ｘ）上ｎ次代数扩张，则Ｋ上所有以Ｋ为中心的可除代数只有Ｋ自己。”，被命名为曾定理。